# هیزل دین
هِیزِل دین (انگلیسی: Hazell Dean؛ زادهٔ ۲۷ اکتبر ۱۹۵۶) یک موسیقی‌دان است. وی از سال ۱۹۷۵ میلادی تاکنون مشغول فعالیت بوده‌است.